# Château de Saint-Sauveur-le-Vicomte
Château de Saint-Sauveur-le-Vicomte – ruiny średniowiecznego zamku we Francji, w departamencie Manche, w miejscowości Saint-Sauveur-le-Vicomte.
Zamek, datowany na XI-XII w., był dwukrotnie oblegany podczas wojny stuletniej. Na pozostałości składają się fortyfikacje z wieżami oraz masywny stołp. Zamek jest otwarty dla zwiedzających. Od 1840 jest objęty ochroną prawną przez francuskie ministerstwo kultury.